# The Battle of Bonneville (Land Speed Record)

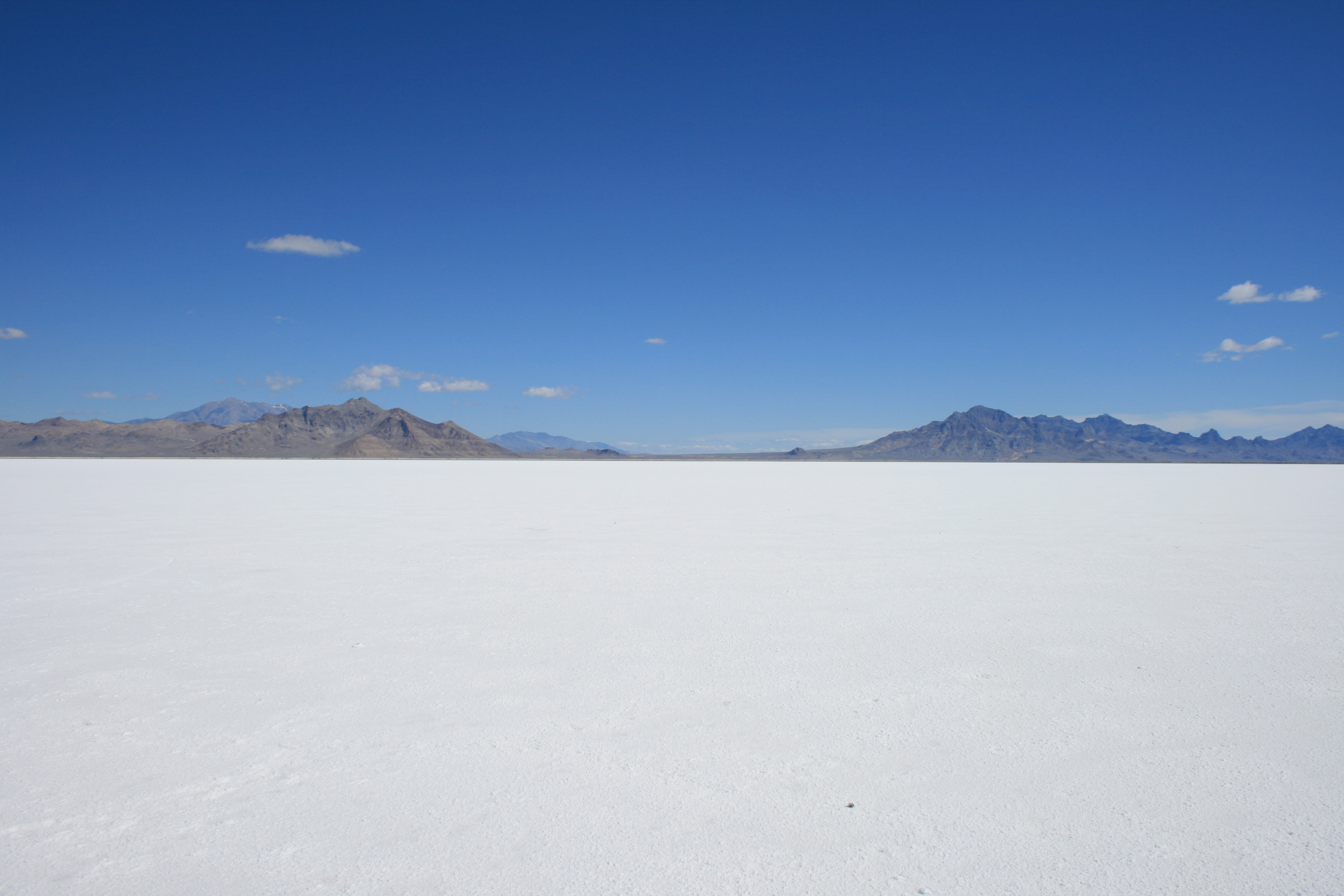
Die Bonneville salt flats, Austragungsort der Rekordversuche.

Zwischen 1963 und 1965 fanden in der Große Salzwüste im US-Bundesstaat Utah (den sogenannten Bonneville Salt Flats) innerhalb einer relativ kurzen Zeitspanne eine Reihe von Versuchen statt, den „absoluten“ Landgeschwindigkeitsrekord zu brechen. Dieser Wettbewerb erzielte damals großes Medieninteresse und wurde als The Battle of Bonneville oder auch als „The Bonneville Jet Wars“ bekannt.

## Ausgangslage
Der damals geltende Rekord für Landfahrzeuge lag bei 394,190 Meilen pro Stunde (634,387 km/h). Er bestand seit dem 16. September 1947 (also rund 16 Jahre) und war von dem Briten John R. Cobb mit dem „Railton Mobil Special“ ebenfalls in Bonneville aufgestellt worden.
Am 8. September 1960 erzielte Mickey Thompson bei einem Versuch mit seinem Challenger I eine Geschwindigkeit von 406,60 Meilen pro Stunde, konnte aber den vorgeschriebenen „Backup-Run“ innerhalb einer Stunde nicht absolvieren, da einer seiner vier Kompressor-aufgeladenen V8-Motoren geplatzt war.
Es folgten noch ein paar weitere Versuche den Rekord auf Fahrzeugen mit angetriebenen Rädern zu brechen, so zum Beispiel von Donald Campbell, der dabei einen schweren Unfall hatte, oder von Athol Graham, der tödlich verunglückte.

## Wechsel der Antriebs-Technologie
Die Erfolglosigkeit von Konzepten wie jenem von Challenger I, mehrere Motoren parallel und in Reihe einzusetzen, brachte einige Anwärter auf den „absoluten Rekord“ zum Umdenken.

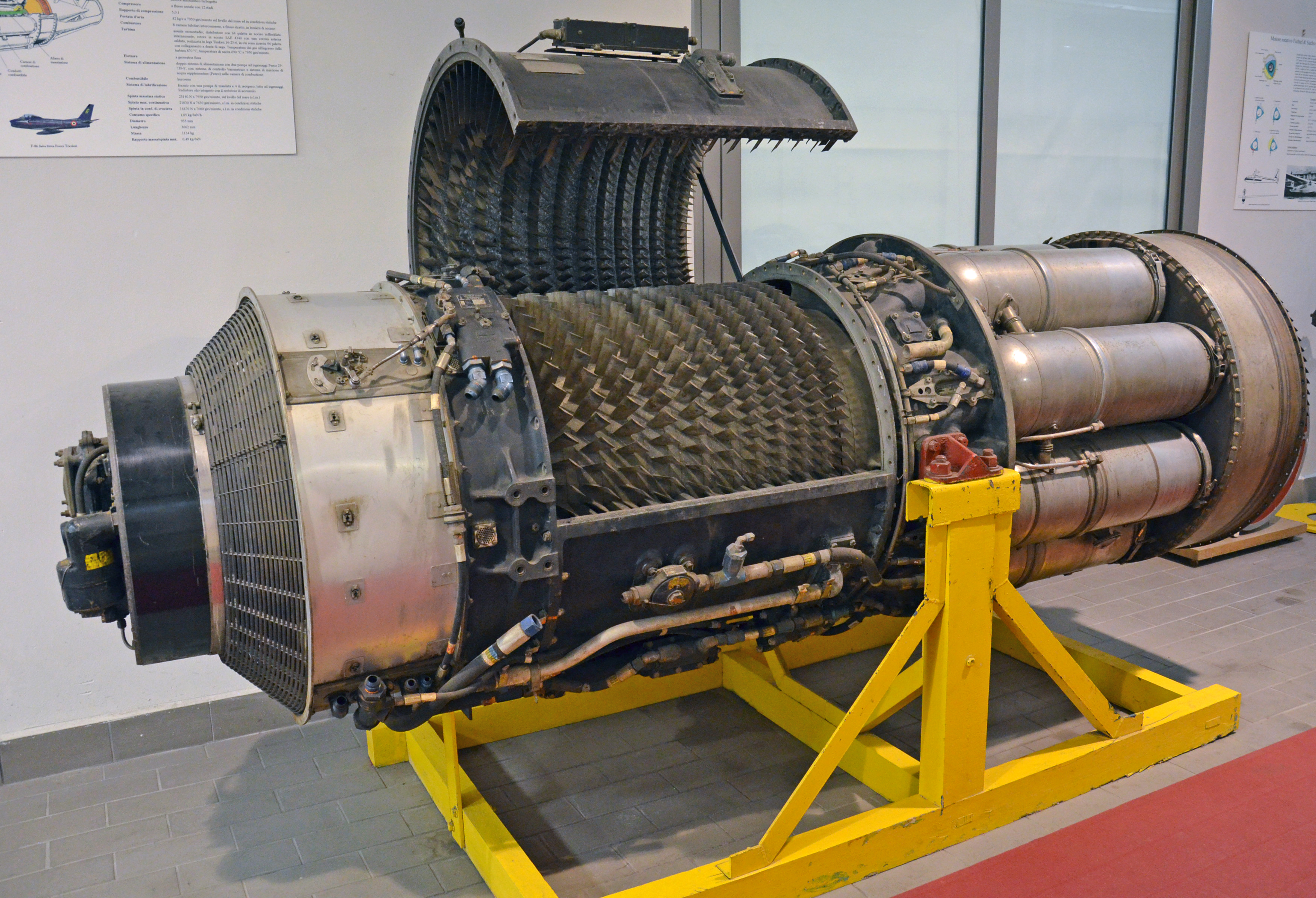
Nachdem das General Electric J47-Triebwerk für die ersten Versuche und Rekorde gut war, stieg man bald um auf das General Electric J79-Triebwerk.

Der Grundgedanke war, vom Motor, der über eine Achse die Räder antreibt, zu einer anderen Möglichkeit des Vortriebs zu kommen. Diese Überlegungen wurden wahrscheinlich auch von der Entwicklung in der Luftfahrt beflügelt, wo die stärksten kolbenmotorgetriebenen Propeller-Jagdflugzeuge (wie z. B. Mustang P-51) schon längst von jenen mit Strahltriebwerken – wie z. B. North American F-86 – abgelöst waren. Deren General Electric J47-Triebwerke konnte man sich gebraucht besorgen.
1962 war Nathan Ostich der Erste, der ein Fahrzeug mit Antrieb durch Turbinen-Strahltriebwerk baute. Er startete mehrere Versuche, den Rekord zu brechen, aber sein Flying Caduceus erreichte nie die erwartete Leistung.

## Protagonisten und Fahrzeuge
1963 war Craig Breedlove mit Spirit of America der erste, der ein konkurrenzfähiges Jet-Car zum Einsatz brachte. Kurze Zeit später trat Tom Green im Wingfoot Express an. Dieses Fahrzeug war von Walt Arfons aufgebaut worden. Auch Walts Halbbruder Art Arfons stieg mit seinem selbstgebauten Green Monster fast zeitgleich in den Wettbewerb ein. 1965 trat Bob Tatro noch einmal mit einem von Walt Arfons gebauten Fahrzeug an. Wingfoot Express II  wurde von 15 bis 25 Feststoffraketen, sogenannten „JATO-Bottles“, angetrieben. Diese Konstruktion entwickelte eine enorme Spitzenleistung und Beschleunigung, die aber nicht lange genug aufrechterhalten werden konnten, um einen Rekord über die geforderte Distanz aufzustellen. Außerdem war diese Antriebsart extrem gefährlich, da sich eine gezündete Feststoffrakete im Falle von Problemen nicht mehr abschalten lässt. Auch Breedlove trat 1965 mit einem neuen Fahrzeug an. Nachdem Spirit Of America bei einem Rekordversuch über das Ziel hinausgeschossen und in einem Sole-Tümpel versunken war, wurde Spirit Of America Sonic 1 gebaut. Dieses Fahrzeug unterschied sich vom Vorgänger hauptsächlich durch das Vierradkonzept, da die dreirädrige Konstruktion des Vorgängers zu Schwierigkeiten bei der Anerkennung des Rekordes geführt hatte.

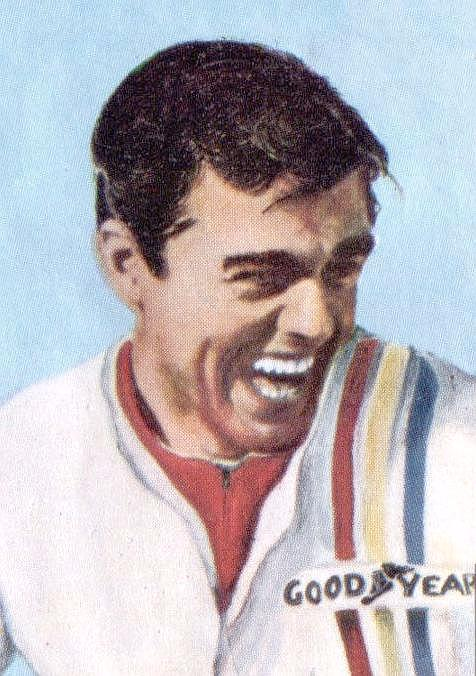
Craig Breedlove (1968)
Art Arfons (1963)
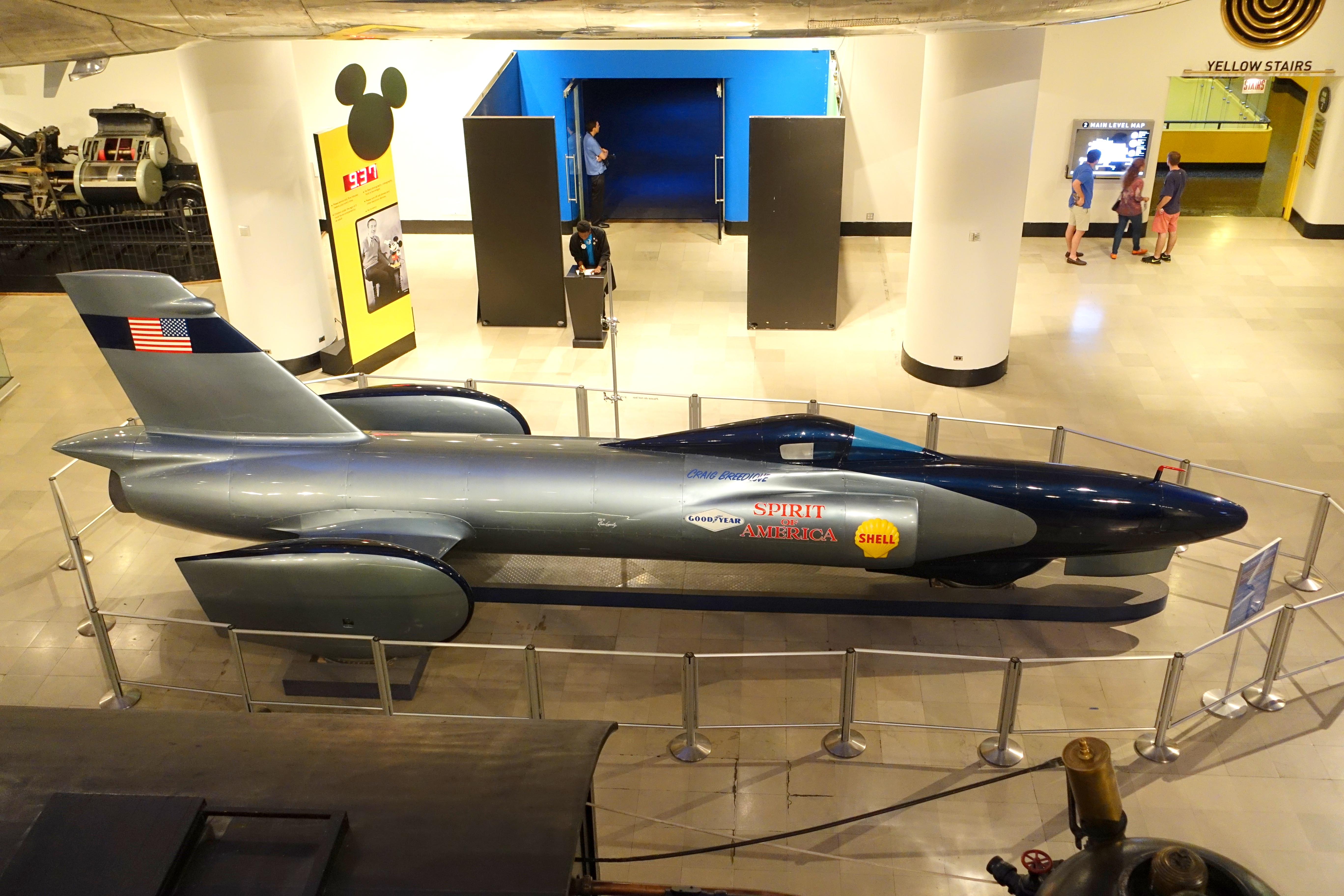
Spirit of America (bis 1964)
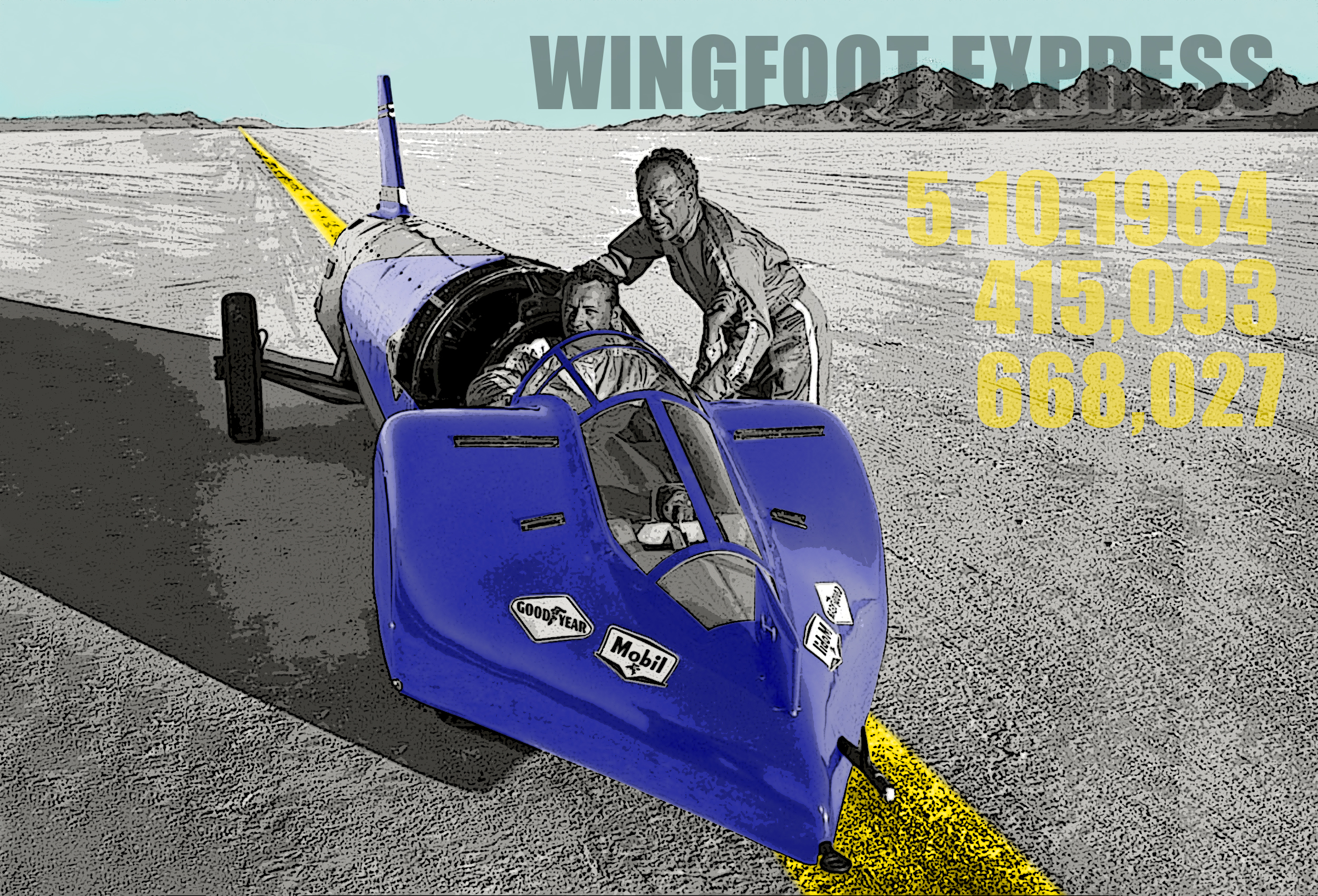
Wingfoot Express mit Tom Green (am Steuer) und Walt Arfons
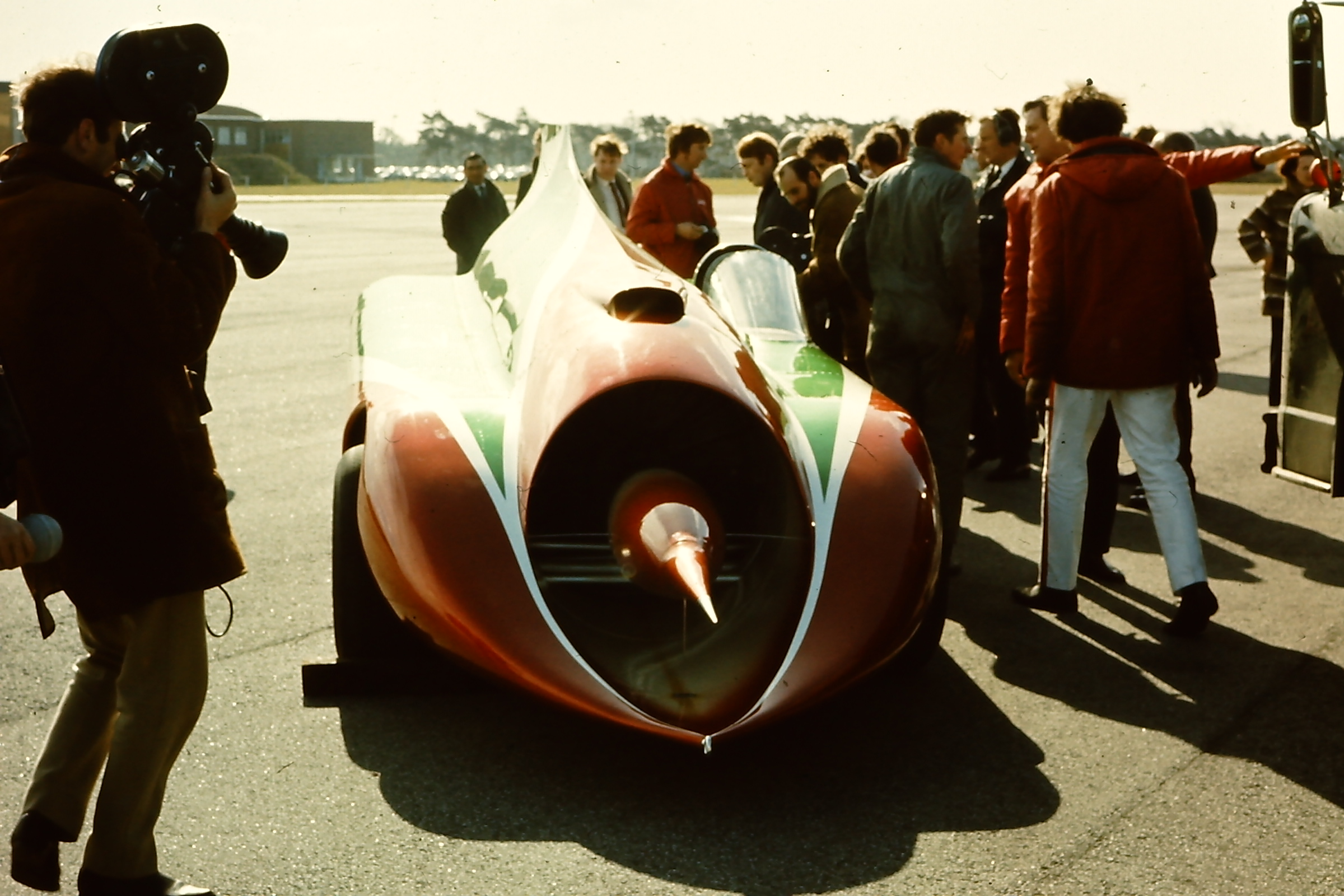
Green Monster, wie ca. 1965 eingesetzt
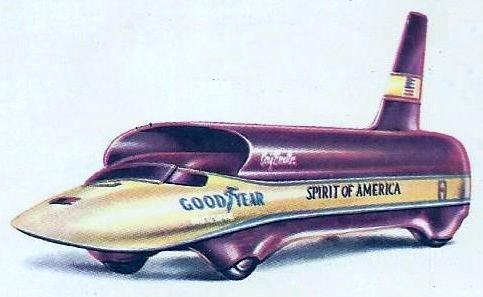
Spirit of America Sonic 1 (ab 1965)

## Regeln
Für Versuche einen „Land Speed Record“ zu erringen, gelten bestimmte Voraussetzungen und Regeln:
- Das gemeldete Fahrzeug muss die reglementbedingten Voraussetzungen für seine Klasse erfüllen und die  technische Abnahme bestanden haben. Dieses Reglement ist bezüglich Hubraum, Kraftstoff, Radstand, Gewicht usw. sehr eng ausgelegt.
- Die für den Rekord angegebene Strecke (Meilen oder Kilometer) muss innerhalb einer vorgegebenen Zeit, meist eine Stunde, in jeder Richtung, also zweimal, durchfahren werden.
- Zum Austragungsmodus gehört allgemein der fliegende Start. Daraus ergibt sich folgende Strecke: ca. 1 Meile Anlauf, eine „gezeitete“ Meile, ca. 1 Meile Auslauf.

## Zeitachse
| Jahr | Datum         | Fahrer                  | Fahrzeug                    | Antrieb         | Geschwindigkeit über 1 km | Geschwindigkeit über 1 km | Geschwindigkeit über 1 Meile | Geschwindigkeit über 1 Meile | Anmerkungen                                                        |
| Jahr | Datum         | Fahrer                  | Fahrzeug                    | Antrieb         | mph                       | km/h                      | mph                          | km/h                         | Anmerkungen                                                        |
| ---- | ------------- | ----------------------- | --------------------------- | --------------- | ------------------------- | ------------------------- | ---------------------------- | ---------------------------- | ------------------------------------------------------------------ |
| 1963 | 5. September* | Craig Breedlove (USA)   | Spirit of America           | Strahltriebwerk | 408,312                   | 657,114                   | 407,447                      | 655,722                      | Nur von der FIM anerkannt, weil das Gefährt 3 Räder hatte*         |
| 1964 | 17. Juli**    | Donald Campbell (GBR)** | Bluebird CN7                | Gasturbine      | —                         | —                         | 403,10                       | 644,96                       | Dieser Versuch fand als einziger in Lake Eyre, Australien statt**  |
| 1964 | 5. Oktober    | Tom Green (USA)         | Wingfoot Express            | Strahltriebwerk | 415,093                   | 668,027                   | 413,199                      | 664,979                      | Fahrzeug aufgebaut von Walt Arfons, dem Halb-Bruder von Art Arfons |
| 1964 | 7. Oktober    | Art Arfons (USA)        | The Green Monster           | Strahltriebwerk | 434,356                   | 699,028                   | 434,022                      | 698,490                      |                                                                    |
| 1964 | 13. Oktober   | Craig Breedlove         | Spirit of America           | Strahltriebwerk | —                         | —                         | 468,719                      | 754,330                      |                                                                    |
| 1964 | 15. Oktober   | Craig Breedlove         | Spirit of America           | Strahltriebwerk | —                         | —                         | 526,277                      | 846,861                      |                                                                    |
| 1964 | 27. Oktober   | Art Arfons              | The Green Monster           | Strahltriebwerk | 544,134                   | 875,699                   | 536,710                      | 863,791                      |                                                                    |
| 1965 | 2. November   | Craig Breedlove         | Spirit of America - Sonic 1 | Strahltriebwerk | 555,485                   | 893,966                   | 555,485                      | 893,966                      |                                                                    |
| 1965 | 7. November   | Art Arfons              | The Green Monster           | Strahltriebwerk | 572,546                   | 921,423                   | 576,553                      | 927,872                      |                                                                    |
| 1965 | 15. November  | Craig Breedlove         | Spirit of America - Sonic 1 | Strahltriebwerk | 600,842                   | 966,961                   | 600,601                      | 966,574                      | Dieser Rekord wurde erst im Jahr 1970 durch Blue Flame gebrochen.  |

* Dieser Rekord wurde nicht als offizieller Automobilrekord anerkannt, war aber das erste Landfahrzeug, das über 400 mph erreichte, und „eröffnete“ die „Bonneville Jet Wars“.
** Dieser Rekord fand im Grunde genommen außerhalb der Battle of Bonneville statt, ist aber im Gesamtkontext zu berücksichtigen.

## Marketing der „Battle“
Die Rekordversuche wurden in den USA und auch international mit großem Interesse verfolgt. Die Sponsoren der beiden Hauptakteure Breedlove (Goodyear und Shell) und Art Arfons (Firestone und BP) entwickelten daraus Marketingkampagnen, die den Wettbewerb zu einer „epischen Schlacht um die Geschwindigkeitskrone“ und zu den „Bonneville Jet Wars“ hochstilisierten. Neben ausgiebigen Berichten im Fernsehen und in den Printmedien wurde mit White Salt and Sunshine sogar ein Kinofilm produziert.
Privat pflegten Craig Breedlove und Art Arfons ein kollegiales Verhältnis, wie private Fotos belegen. Außerdem fand zwischen beiden ein Austausch von technischen Komponenten statt. So kaufte Arfons zum Beispiel Turbinen von Breedlove.